# Суперкубок Ємену з футболу
Суперкубок Ємену з футболу — одноматчевий футбольний клубний турнір в Ємені, який відкриває новий сезон. У суперкубку зустрічається чемпіон країни та переможець національного кубку минулого сезону.

## Фінали
| Сезон | Переможець           | Фіналіст              | Рахунок        |
| ----- | -------------------- | --------------------- | -------------- |
| 2007  | Аль-Аглі (Сана)      | Ат-Тілаль             | 1–1 (5–3 пен.) |
| 2008  | Аль-Аглі (Сана)      | Аль-Гіляль Аль-Сагілі | 2–2 (4–2 пен.) |
| 2009  | Аль-Аглі (Сана)      | Аль-Гіляль Аль-Сагілі | 3–0            |
| 2010  | Ас-Сакр              | Ат-Тілаль             | 2–1            |
| 2011  | Аль-Оруба (Забід)    | Ат-Тілаль             | 1–0            |
| 2012  | Аль-Шааб (Ібб)       | Аль-Аглі (Таїз)       | 1–1 (4–3 пен.) |
| 2013  | Аль-Шааб (Хадрамаут) | Аль-Ярмук Аль-Равда   | 0–0 (4–1 пен.) |
| 2014  | Аль-Аглі (Сана)      | Ас-Сакр               | 2–1            |

## Титули за клубами
| Команда               | Перемоги | Фінали | Роки перемог           |
| --------------------- | -------- | ------ | ---------------------- |
| Аль-Аглі (Сана)       | 4        | -      | 2007, 2008, 2009, 2014 |
| Ас-Сакр               | 1        | 1      | 2010                   |
| Аль-Оруба (Забід)     | 1        | -      | 2011                   |
| Аль-Шааб (Хадрамаут)  | 1        | -      | 2013                   |
| Аль-Шааб (Ібб)        | 1        | -      | 2012                   |
| Ат-Тілаль             | -        | 3      | -                      |
| Аль-Гіляль Аль-Сагілі | -        | 2      | -                      |
| Аль-Аглі (Таїз)       | -        | 1      | -                      |
| Аль-Ярмук Аль-Равда   | -        | 1      | -                      |